# Дансинг в ставке Гитлера
«Дансинг в ставке Гитлера» — фильм ПНР 1968 года режиссёра Яна Баторы, по мотивам одноимённой повести Анджея Брыхта.
Фильм номинировался Гран-при Кинофестиваля в Карловых Варах «Хрустальный глобус» (1968).

## Сюжет
1960-е, Польша. Посещая руины бывшей ставки Гитлера в Герложи под Кентжином юноша Вальдек вспоминает любовь, которую пережил в этих местах
Два года назад, перед уходом в армию, он здесь гостил у бабушки. Катаясь на велосипеде познакомился с Анкой. Девушка из среды «золотой молодёжи». Поожжёная и циничная, опытная в любовных и сексуальных делах девушка играла неопытным парнем. Здесь же познакомилась с туристом из ФРГ — немцем среднего возраста на белом «местреседе». Этот немец пригласил их обоих в ресторан и на прогулку рядом с бывшим гитлеровским бункером, на строительстве которого он когда-то работал. Анка оставила Вальдека и уехала с немцем в отель, где провела с ним ночь, а вернувшись цинично занялась любовью и с Вальдеком. На первом же перекрёстке они молча расстались.
Вальдек, как кажется, уже смирился с судьбой, но никак не может забыть лица Анки….

## В ролях
В главных ролях:
- Майя Водецка — Анка
- Ольгерд Лукашевич — Вальдек
- Анджей Лапицкий — немецкий турист

В эпизодах:
- Альдона Павловская — бабушка Вальдека
- Кристина Биттенек — Марта
- Мацей Даменцкий — Мацей, друг Анки
- Яцек Доманьский — Анджей, друг Анки
- Ежи Гралек — Ежи, друг Анки
- Ежи Качмарек — Ежи, мотоциклист
- Мариан Лонч — турист в отеле
- Зофия Червиньская — туристка в отеле
- Хелена Домбровская — портье в отеле
- Здислав Маклякевич — экскурсовод
- Витольд Скарух — экскурсовод в очках
- Ежи Вальчак — сапёр без руки
- Леонард Анджеевский — кельнер
- Ян Руткевич — крестьянин, показывающий дорогу немцу

## Критика
Фильм снят по одноимённой повести Анджея Брыхта 1965 года. Эта довольно целомудренная повесть — в СССР была высоко отмечена критикой, в переводе Ю. Абызова напечатала в журнале «Иностранная литература» (1967, № 3), неоднократно ставилась на сцене, в частности в Ленинградском театре им. Ленинского комсомола режиссёром Владимиром Воробьёвым, — оказалась, к удивлению советских критиков, экранирована в эротическом ключе, что, как отмечалось, сместило акценты и привело к потере главного героя, а главное, режиссёр не заметил иронии рассказа, и его тонкой психологии — никак не рассказывая в сюжете «многое объясняющую предысторию Анки» из повести, упростив историю отказался от психологии в пользу изысканной эротической игры:

Первая же бесконечная панорама по телу героини открывает режиссерский ключ к фильму — необузданное эротическое воображение. Похотливая камера Батория с редким удовольствием и дотошностью совершает это путешествие по телу Анки. Я могу вспомнить только одну панораму подобного рода — в «Опасных связях» Роже Вадима.
Не успевает герой познакомиться со своей Анкой, как попадает на оргию «банановых» мальчиков и девочек, превратившуюся из дешевой танцульки и застенчивых намеков Брыхта в афинскую ночь, со вкусом орнаментированную десятком-другим обнаженных девичьих грудей, прыгающих в яростном ритме биг-бита. Не успевает герой послушать заученную вспотевшим гидом наизусть историю гитлеровской ставки, как здесь же, в развалинах немецкого бункера, некий супермен уже опрокидывает на спину тоскующую даму.

Несостоявшаяся любовь «Аиста» к Анке лишается в фильме всякого социального, более того, всякого личностного подтекста, речь идет только об отсутствии эротического опыта, эротического «образования» у «Аиста»; его девственности — духовной и физической — противопоставлена спокойная опытность всех без исключения окружающих: и седоватого немца с «мерседесом», и «банановых» мальчиков и девочек.— Мирон Черненко, журнал «Искусство кино», 1968 год